# Panteleclita viridipicta
Panteleclita viridipicta är en fjärilsart som beskrevs av Sergius G. Kiriakoff 1974. Panteleclita viridipicta ingår i släktet Panteleclita och familjen tandspinnare. Inga underarter finns listade i Catalogue of Life.